# Йотене (община)
Община Йотене (на шведски: Götene kommun) е разположена в лен Вестра Йоталанд, югозападна Швеция с обща площ 626 km2 и население 13 028 души (към 31 декември 2013). Административен център на община Йотене е едноименния град Йотене.